# Île Ardley
L'île Ardley (en anglais : Ardley Island, en espagnol : Isla Ardley) est une île située dans la baie Fildes (es) au sud-ouest de l'île du Roi-George, dans les îles Shetland du Sud en Antarctique.
Elle a été désignée comme une péninsule en 1935 par le personnel de Discovery Investigations (en) du Royal Research Ship RRS Discovery II (en) et a été nommée en l'honneur du lieutenant R.A.B. Ardley, de la Royal Naval Reserve, officier à bord du navire en 1929-1931 et 1931-1933. Une photographie aérienne a depuis montré qu'il s'agissait d'une île, la Braillard Point (en) (62° 13′ S, 58° 55′ O) étant le promontoire formant l'extrémité nord-est de l'île Ardley. Elle a été désignée zone spécialement protégée de l'Antarctique (ZSPA 150) en raison de l'importance de ses colonies d'oiseaux de mer.

## Oiseaux
Birdlife International a désigné l'île comme une zone importante pour la conservation des oiseaux, car elle abrite une colonie de reproduction d'environ 4 600 couples de manchot papou, ainsi qu'un plus petit nombre de manchot Adélie et manchot à jugulaire, de pétrel géant, d'océanite de Wilson et d'océanite à ventre noir, de damier du Cap , de labbe de McCormick et labbe antarctique et de sterne couronnée.

## Station de recherche
Toutes les structures décrites restent dans la région toute l'année. Les scientifiques viennent de l'île du roi-George pour leurs expéditions.
Le refuge Ballvé (es) (62° 12′ 36″ S, 58° 56′ 03″ O), créé en 1953 par la marine argentine à environ 50 mètres à l'est de Ripamonti I, comprend également deux bâtiments. Un radiophare argentin facilite la navigation, en direction de la baie de Fildes (Maxwell Bay). 
La Ripamonti I (62° 12′ 04″ S, 58° 53′ 08″ O) est le premier centre de recherche chilien d'été semi-permanent créé en 1982.
Le Refuge Ripamonti II (ancienne hutte de l'Institut Alfred Wegener cédée au Chili par l'Allemagne en 1997) se trouve sur la côte nord d'Ardley, à presque 100 mètres au sud-ouest de Braillard Point, dans la partie sud-est, à l'intérieur des colonies de reproduction de manchots.

## Revendications territoriales
L'Argentine intègre l'île dans la province de la Terre de Feu, de l'Antarctique et des îles de l'Atlantique sud. Le Chili l'intègre dans la commune de l'Antarctique chilien de la province de l'Antarctique chilien à la région de Magallanes et de l'Antarctique chilien. Quant au Royaume-Uni l'île est intégrée au territoire antarctique britannique.
Les trois revendications sont soumises aux dispositions et restrictions de souveraineté du traité sur l'Antarctique. L'île est donc nommée :
- Argentine : Isla Ardley
- Chili : Isla Ardley
- Royaume-Uni : Ardley Island